# Endling
Endling è il quinto album in studio del gruppo musicale norvegese Kvelertak, pubblicato nel 2023.

## Tracce
1. Krøterveg Te Helvete – 7:54
2. Fedrekult – 3:51
3. Likvoke – 5:19
4. Motsols – 3:05
5. Døgeniktens Kvad – 6:03
6. Endling – 4:11
7. Skoggangr – 6:03
8. Paranoia 297 – 3:17
9. Svart September – 3:39
10. Morild – 7:42

## Formazione
- Vidar Landa – chitarra, percussioni
- Ivar Nikolaisen – voce, percussioni
- Marvin Nygaard – basso, percussioni
- Maciek Ofstad – chitarra, percussioni
- Håvard Takle Ohr – batteria, percussioni
- Bjarte Lund Rolland – chitarra, percussioni